# Marko Krizin
Marko Krizin (Križevci (Kroatië), 1589 - Košice, 7 september 1619) was een Kroatische rooms-katholieke priester, leraar theologie en missionaris. 
Tijdens de godsdiensttwist in de regio van Košice werd hij omwille van zijn geloof vermoord. Hij werd door de Rooms-Katholieke Kerk heilig verklaard en was de derde Kroaat aan wie deze eer te beurt viel.

## Jeugd
Krizin werd geboren in Križevci (Kroatië). Aanvankelijk studeerde hij in het Jezuïetencollege van Wenen en nadien in de universiteit van Graz waar hij doctor in de filosofie werd.
Ingevolge zijn dienstopdracht bij het bisdom Zagreb, begaf Krizin  zich naar Rome waar hij van 1611 tot 1615 ging studeren aan het (en)  Collegium Germanicum. Als student gaf hij blijk van aandacht en intelligentie. Hij noteerde persoonlijk zijn Kroatische nationaliteit in een document dat zich thans nog in de archieven van het college bevindt.

## Dienstbaarheid
Na zijn wijding keerde Krizin terug naar het bisdom Zagreb waar hij evenwel slechts kort vertoefde. Wegens de Ottomaanse bezetting van een groot deel van het koninkrijk Hongarije had kardinaal (en)  Péter Pázmány (aartsbisschop van Esztergom) immers beslist om Krizin over te plaatsen naar Esztergom. Daar stelde hij hem aan met een dubbele opdracht : als rector van het plaatselijk seminarie, en tevens als kanunnik van het kapittel.
Bovendien werd Krizin begin 1619 gelast met het beheer van het landgoed der voormalige Benedictijnerabdij van Széplak, nabij Košice.

## Martelaarschap
Op 13 juli 1619 was er in het koninkrijk Hongarije een calvinistische opstand, waarbij de katholieken vals beschuldigd werden van brandstichting.
Košice was toentertijd een bolwerk van calvinisten. Teneinde de katholieke minderheid in die stad enigszins te ondersteunen, ontbood de door keizer Matthias benoemde gouverneur van Košice, Andrija Dóczi, twee jezuïeten naar Košice : Stephan Pongrácz en Melchior Grodziecki, maar hun aanwezigheid veroorzaakte wrevel bij de calvinistische meerderheid.
In het begin van september 1619 leidde de calvinistische prins van Transsylvanië, Gabriël Bethlen, samen met de aanvoerder van het calvinistische leger, George I Rákóczi, een nationalistische opstand tegen de regerende Oostenrijkse Habsburgers. 
Op 5 september werd gouverneur Dóczi verraden door de huurlingen en door het stadsbestuur overgeleverd aan Rákóczi die samen met Bethlen de controle van de stad had overgenomen. Voor protestantse aanhangers  was dit het moment om Bethlen uit te roepen tot hun beschermheer en tot "hoofd" van Hongarije.
Marko Krizin verbleef toen in Košice, samen met de twee jezuïeten (Pongrácz en Grodziecki), in een woning grenzend aan de toenmalige jezuïetenkapel (Heilige Drievuldigheidskerk). Ze stonden er ten dienste van de katholieken maar werden -onmiddellijk na de bezetting van de stad door Bethlen- bij de eerste gelegenheid door de calvinistische troepen aangehouden en gedurende drie dagen zonder voedsel noch drank gelaten. In tussentijd werd het lot van de katholieke minderheid bepaald. 
Op aandringen van de calvinistische minister Alvinczi eiste het hoofd van de gemeenteraad, Reyner, de terechtstelling van alle katholieken in de stad. Het merendeel van de calvinistische inwoners verzette zich echter tegen dergelijke slachting, maar de veroordeling der priesters bleef behouden.
De bevelhebber beloofde aanvankelijk aan Marko Krizin een kerkelijk domein in ruil voor een bekering tot het calvinisme. Doch  Krizin weigerde. Daarna werden de drie geestelijken vreselijk gemarteld, op de plaats waar toentertijd de jezuïetenkapel stond.
Marko Krizin en Melchior Grodziecki werden kort daarna, op 7 september 1619 onthoofd. Stephan Pongrácz overleefde de foltering ongeveer twintig uren en overleed daags nadien, op 8 september 1619. Het nieuws van hun martelaarschap overspoelde Hongarije en bracht huiver teweeg, zowel bij de protestanten als bij de katholieken. In weerwil van vele smeekbeden weigerde prins Gabriël Bethlen de drie priesters in heilige grond te begraven. 
Hij stond slechts een passende begrafenis toe, nadat gravin Katalina Pálffy, zes maanden later, hem daartoe verzocht.

## Verering
De drie geestelijken werden door paus Pius X zalig verklaard op 15 januari 1905. De heiligverklaring geschiedde in Košice op 2 juli 1995 bij monde van paus Johannes Paulus II.
Relieken van de drie martelaren van Košice worden bewaard op verscheidene plaatsen, in de:
- Sint-Elisabethkathedraal van Košice,
- Kerk van de Heilige Drievuldigheid te Košice,
- Basiliek van Esztergom,
- Sint-Annakerk in Trnava.

Sint-Marko Križevčanin (Marko Krizin) wordt in Križevci (Kroatië) jaarlijks met een week festiviteiten herdacht op 7 september.